# Negras (manzana)
Negras es el nombre de la procedencia de una variedad cultivar de manzano (Malus domestica). Esta manzana es originaria de Galicia, está cultivada en la colección de árboles frutales y banco de germoplasma de Mabegondo con el Nº 108; ejemplares procedentes de esquejes localizados en Carballo (La Coruña).

## Sinónimos
- "Manzana Negras",[4][5]
- "Maceira Negras".

## Características
El manzano de la variedad 'Negras' tiene un vigor elevado. Tamaño grande y porte erguido.
Época de inicio de brotación a partir del 25 de abril y de floración a partir de 12 de mayo.
Las hojas tienen una longitud del limbo de tamaño largo, con la máxima anchura del limbo media. Longitud de las estípulas media y la máxima anchura de las estípulas es estrecha. Denticulación del borde del limbo es serrado, con la forma del ápice del limbo acuminado y la forma de la base del limbo es cordiforme. Con subestípulas presentes.
Sus flores tienen una longitud de los pétalos larga, anchura de los pétalos es ancha, disposición de los pétalos superpuestos entre sí, con una longitud del pedúnculo larga.
La variedad de manzana 'Negras' tiene un fruto de tamaño grande, de forma plana-globosa, de color bicolor, con chapa a rayas, e intensidad fuerte. Epidermis de textura desigual sin pruina en su superficie, y con presencia de cera. Sensibilidad al "russeting" (pardeamiento áspero superficial que presentan algunas variedades) muy poco sensible. Con lenticelas de tamaño mediano.
Los sépalos están dispuestos parcialmente replegados, superpuestos en su base; fosa calicina poco profunda de una anchura estrecha. Pedúnculo de grosor medio y de longitud largo, siendo la cavidad peduncular de una profundidad poco profunda y de anchura estrecha. Con pulpa de color amarillo, de firmeza es suave y textura intermedia; su jugosidad es intermedia con sabor no ácida de dulzor medio, y aromática.
Época de maduración y recolección a partir del 8 de octubre. 'Negras' es una manzana que se utiliza como fruta de mesa.

## Susceptibilidades
- Oidio: ataque débil
- Moteado: no presenta
- Raíces aéreas: no presenta
- Momificado: ataque débil
- Pulgón lanígero: no presenta
- Pulgón verde: no presenta
- Araña roja: no presenta
- Chancro del manzano: no presenta[3]